# Mann beißt Hund
Mann beißt Hund (Originaltitel: C’est arrivé près de chez vous, franz. für Das ist bei Ihnen in der Nähe passiert) ist eine belgische Mockumentary und Mediensatire aus dem Jahr 1992.

## Handlung
Der Film handelt von dem Serienmörder Ben. Sein Leben ist Gegenstand einer Reportage eines Filmteams, das Ben hierzu bei seiner „Arbeit“ begleitet und filmt. Der gesamte Film besteht aus Material, welches das Team aufgenommen hat, es ist schwarzweiß und oft verwackelt.
Das Filmteam lässt sich dabei immer mehr auf die Sichtweise des durchaus charmanten Ben ein, der zwischen seinen Morden über Gott und die Welt philosophiert und ein gutes Verhältnis zu seiner Familie pflegt. Schließlich werden die Mitglieder des Teams zu Mittätern, die auch mal bei der Beseitigung von Leichen helfen und die von ihrem Tun selbst dann nicht ablassen, als bei einem Schusswechsel der Toningenieur des Teams ums Leben kommt.
Tatsächlich geht es in dem Film also um das meist nicht direkt sichtbare Reporterteam, das für eine gute Reportage buchstäblich über Leichen geht.

## Sonstiges
Der deutsche und englische Verleihtitel bezieht sich auf die aus dem 19. Jahrhundert stammende Regel man bites dog im Journalismus, die erklären soll, was in den Medien eine Nachricht ist und was nicht: „Wenn ein Hund einen Mann beißt, ist das keine Nachricht, denn das passiert sehr häufig. Wenn aber ein Mann einen Hund beißt, dann ist das eine Nachricht.“

## Kritiken
„Bitterböse Satire auf eine von Ethik und Verantwortung losgelöste Medienwelt. Ein aus der Perspektive des Filmteams erzählender Erstlingsfilm, der in der Wahl seiner Mittel Geschmacklosigkeiten und Tabuverletzungen in Kauf nimmt, um Diskussionen zu provozieren.“

„Die Pseudo-Doku […] ist eine böse Satire auf das Reality-TV. Bewusst nimmt die Satire Geschmacklosigkeiten in Kauf, um den Missbrauch der Gewalt in den Medien zu zeigen. Irgendwann erkennt sich der Zuschauer selbst als Voyeur. Fazit: Hier bleibt einem das Lachen im Hals stecken.“

„Das Ganze ist extrem zynisch und eine tiefschwarze und bitterböse Anklage gegen die ganzen Reality-TV-Programme und den Sensationsjournalismus. Die Regisseure und Autoren kreierten hier eine ätzende Mediensatire, die weitab von ästhetischen Hochglanzfilmen wie z B. Oliver Stones Natural Born Killers oder Ruggero Deodatos blutgetränktem Debilenschocker Cannibal Holocaust ist. Die Zuschauer werden ebenso in die Ereignisse hineingezogen wie die Filmemacher, die vom irren Ben immer mehr beeindruckt sind. Anfangs noch distanziert und beobachtend, erliegen sie selbst der Faszination der Gewalt und der Macht über Leben und Tod. Einmal mehr taucht die Frage auf: Produziert oder reflektiert Film Gewalt?“

„Mit dokumentarischen Mitteln zeigen die Filmemacher […] einen eigenwilligen Einblick in die Welt eines Mörders. Dabei setzen sie auf eine Fülle von Skurrilitäten. Trotz vieler fast schon abstoßender Szenen ist das Werk für Freunde des äußerst schwarzen Humors ein wahres Fest. Schon seltsam, dass derlei Brutalitäten oftmals zum Schreien komisch sind.“

## Auszeichnungen
- 1992: Internationale Filmfestspiele von Cannes – Prix SACD der französischen Autorenvereinigung
- 1992: Sitges Festival Internacional de Cinema Fantàstic de Catalunya – Bester Film und Bester Darsteller (Benoît Poelvoorde)
- 1992: Toronto International Film Festival – Metro Media Award
- 1993: Syndicat Français de la Critique de Cinéma – Bester ausländischer Film[7]